# منزل ثيرستون (رواية)
منزل ثيرستون هي إحدى روايات الروائية الأمريكية دانيال ستيل (بالإنجليزية Thurston House) وهي من الروايات الرومانسية.

## نبذة قصيرة
تدور أحداث الرواية عن صاحب أكبر مناجم معدنية في كاليفورنيا يبني بيتا اسطوريا ويجد نفسه وحيدا مع ابنته الرضيعة فيقرر ان يجعلها ترث أعمال العائلة مهما كانت الظروف ومهما استجد من أحداث وحتى ان كان الأمر يتعارض مع رغباتها ومتطلباتها.